# ناحیه بهاولنگر
ناحیه بهاولنگر (اردو: ضِلع بہاولنگر) یکی از ناحیه‌های پاکستان است که در استان پنجاب واقع شده‌است. ناحیه بهاولنگر ۸٬۸۷۸ کیلومتر مربع مساحت و ۲٬۹۸۱٬۹۱۹ نفر جمعیت دارد.